# Sistema Arrecifal Mesoamericano

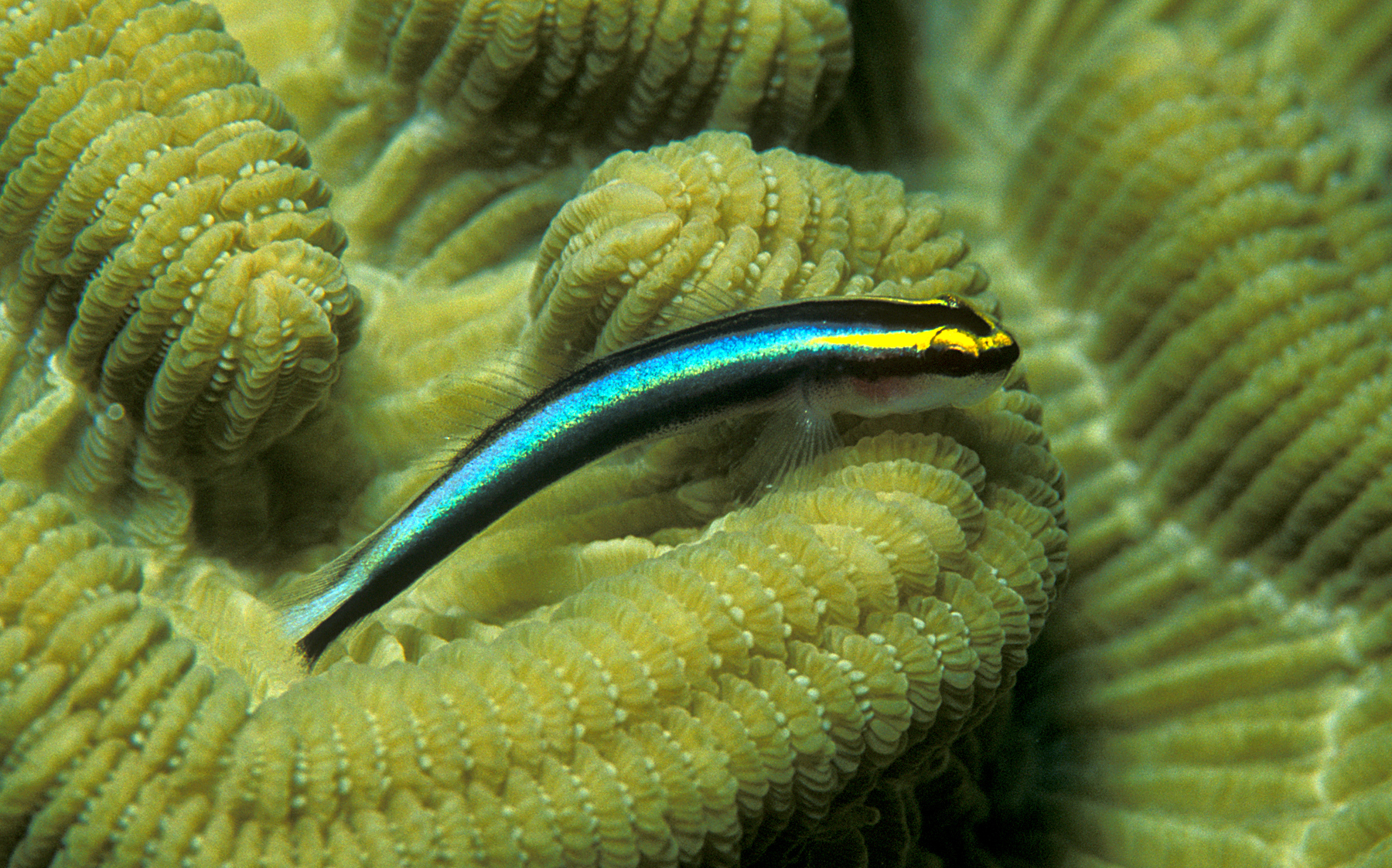
Elacatinus evelynae descansando sobre una colonia de coral pétreo (Colpophyllia natans)

El Sistema Arrecifal Mesoamericano, también conocido como el arrecife mesoamericano, y a menudo abreviado SAM, es una barrera de coral que se extiende sobre aproximadamente 1000 km, a lo largo de la costa caribeña de México, Belice, Guatemala y Honduras.
El Sistema Arrecifal Mesoamericano es la mayor barrera de coral en el hemisferio occidental y la segunda más grande del mundo después de la Gran barrera de coral en Australia.

## Ubicación
La barrera de coral mesoamericana se extiende a lo largo de la costa caribeña de México, Belice, Guatemala y Honduras. En el norte comienza desde la isla Contoy en la punta de la península de Yucatán, baja por la Riviera Maya en México y continúa hacia el sur a lo largo de la costa de Belice, con sus cayos y atolones, Guatemala, hasta terminar en las islas de la Bahía en Honduras.

## Biodiversidad

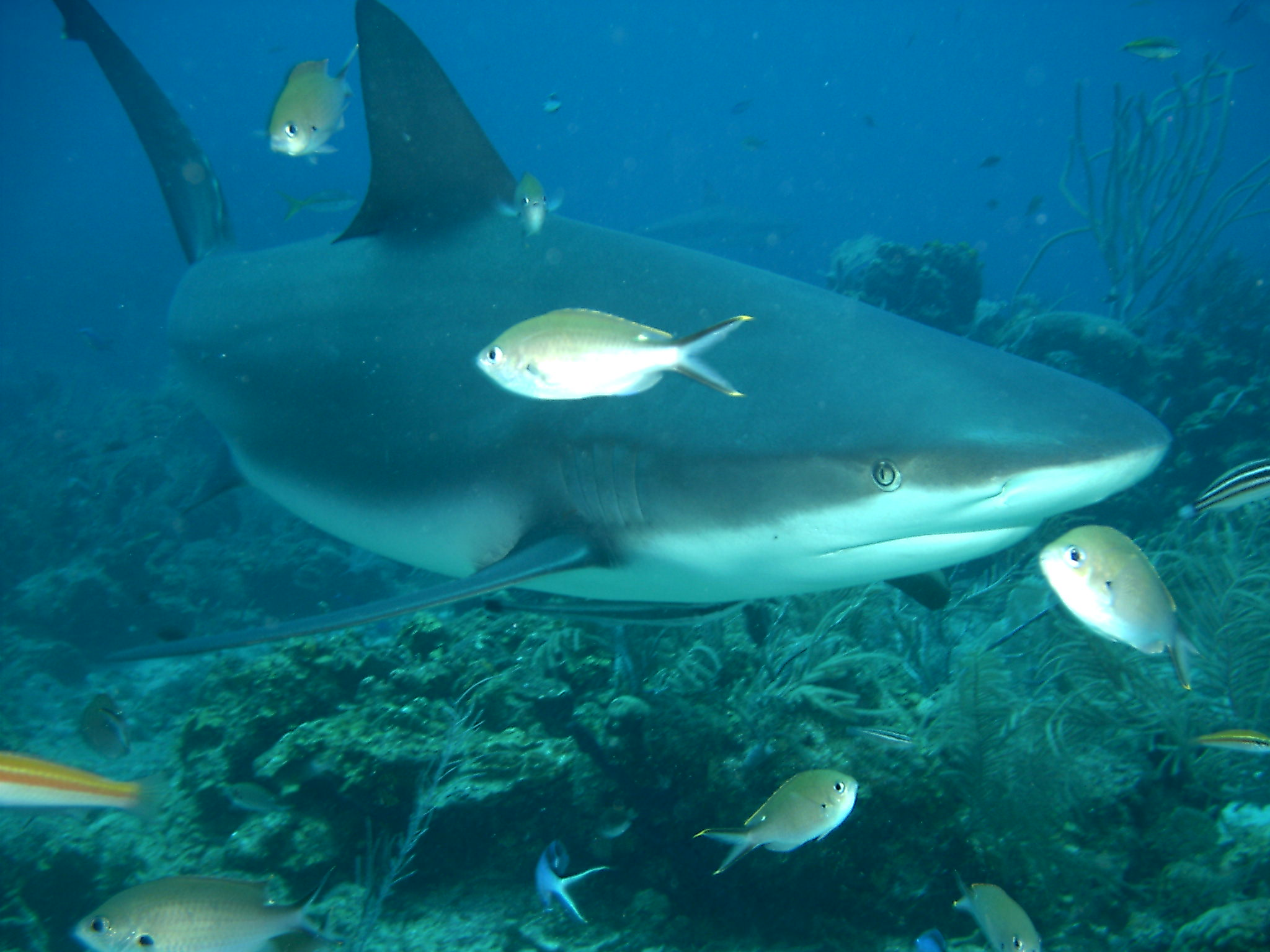
El tiburón de arrecife del Caribe en Roatán, Honduras.

El sistema arrecifal forma el hábitat de más de 65 especies de corales pétreos, 350 especies de moluscos y más de 500 especies de peces.  Es un refugio importante para numerosas especies protegidas o en peligro de extinción, incluyendo las tortugas marinas (tortuga verde, tortuga boba, tortuga laúd y la tortuga carey), la caracola reina, el manatí del Caribe, el cocodrilo americano, cocodrilo de Morelet, el coral cuerno de alce y coral negro.
El sistema arrecifal es también parte del hábitat de una de las mayores poblaciones del mundo de manatíes, cuyo número se estima entre 1.000 y 1.500 individuos.
Algunas zonas en la parte norte del sistema arrecifal, cercanos a la Isla Contoy, forman parte del hábitat del tiburón ballena, el pez más grande del planeta. Los tiburones ballena, normalmente solitarios, congregan en grupos sociales en estas zonas para aparearse.
Los arrecifes de coral están amenazados por el cambio climático, la descarga de nutrientes a través de los ríos y zonas costeras, la pesca y las enfermedades emergentes. Particularmente, el sistema arrecifal mesoamericano es considerado un ecosistema En Peligro Crítico (CR) según los criterios de la Lista Roja de Ecosistemas de la UICN debido a la proyección de los efectos negativos del blanqueamiento de los corales en la cobertura de los corales vivos y la biomasa de peces.

## Conservación
El ecosistema también es el sitio de dos grandes iniciativas internacionales de conservación, una ya bien establecida y otra que se está iniciando.
En 1998, el Fondo Mundial para la Naturaleza (World Wide Fund for Nature) WWF, por sus siglas en inglés) identificó al arrecife del Caribe mesoamericano como un ecosistema prioritario y una ecorregión de importancia global, por lo que comenzó un esfuerzo de conservación del arrecife a largo plazo. Las mismas políticas de protección se han puesto en marcha para el Triángulo de coral, gracias a la acción coordinada del Foro Mundial para la Naturaleza (WWF), The Nature Conservancy y la creación del Coral Triangle Initiative (CTI), formado por los 6 países que comparten las aguas del Triángulo de coral (Indonesia, Papua Nueva Guinea, Islas Salomón, Filipinas, Timor Leste y Malasia).

### Áreas protegidas

#### México
- Parque nacional Isla Contoy
- Parque nacional Costa Occidental de Isla Mujeres, Punta Cancún y Punta Nizuc
- Parque nacional Arrecife de Puerto Morelos
- Área de Protección de Flora y Fauna Isla Cozumel
- Parque nacional Arrecifes de Cozumel
- Reserva de la Biosfera de Banco Chinchorro
- Reserva de la Biosfera Sian Ka'an (Patrimonio Mundial desde 1987)

#### Belice

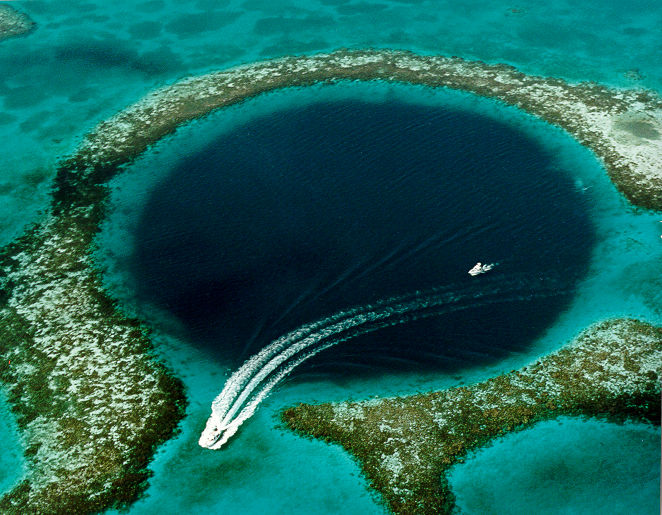
El gran agujero azul de Belice.

- Sistema de Reservas de la Barrera del Arrecife de Belice (Patrimonio Mundial desde 1996)

- Reserva Marina Hol Chan
- Reserva Marina Glover's Reef
- Monumento Natural Half Moon Caye
- Gran agujero azul
- Reserva Marina Cayos Zapotillos

#### Guatemala
- Refugio de vida silvestre Punta de Manabique

#### Honduras
- Reserva Marina Islas de la Bahía
- Parque Nacional Blanca Jeannette Kawas Fernández
- Parque Nacional Punta Izopo
- Cayos Cochinos
- Parque Nacional Marino Abogado Agustín Córdova Rodríguez